# 小笠原忠幸
小笠原 忠幸（おがさわら ただゆき、1915年（大正4年）10月27日- 1993年（平成5年）1月23日）は、日本の華族。子爵。旧安志藩忠脩系小笠原家第14代当主。旧小倉藩小笠原家当主小笠原長幹の二男。霞会館会員。
兄に小笠原忠春（長幹を継ぐがのちに分家）、弟に小笠原忠統（忠春を継ぐ）、妹に鞠子（伊達興宗夫人）他。子に長保、佑子、ひろ子。

## 生涯
伯爵小笠原長幹の二男として生まれる。忠幸の誕生前、分家である小笠原子爵家は貞孚のあと継承者がなく、長幹の弟の長丕が養子入りしていた。その長丕にも嫡子がなく、甥である忠幸が子爵家を継いだ。
実業家西脇健治と旧庄内藩主酒井忠宝の三女淑子の娘の史子と結婚、長男長保らをもうける。長保や弟の忠統と協力し、国際交流基金などと連携して海外への日本文化の紹介・交流に尽力した。
1993年（平成5年）1月23日没。行年77歳。
戒名は瑞松院殿忠山宗幸大居士、墓所は東京都練馬区の廣徳寺（臨済宗大徳寺派）。